# Lysiana subfalcata
Lysiana subfalcata är en tvåhjärtbladig växtart som först beskrevs av William Jackson Hooker, och fick sitt nu gällande namn av Bryan Alwyn Barlow. Lysiana subfalcata ingår i släktet Lysiana och familjen Loranthaceae. Inga underarter finns listade i Catalogue of Life.